# زیموتسهایم
زیموتسهایم (به آلمانی: Simmozheim) یک شهر در آلمان است که در Calw واقع شده‌است. زیموتسهایم ۲٬۷۸۶ نفر جمعیت دارد.